# Andriej Tichonow
Andriej Nikołajewicz Tichonow, ros. Андрей Николаевич Тихонов (ur. 17 października?/30 października 1906 w Gżatsku, zm. 8 listopada 1993 w Moskwie) – rosyjski matematyk, dwukrotny Bohater Pracy Socjalistycznej (1953, 1986).

## Życiorys
Studiował na Uniwersytecie Moskiewskim, który ukończył w 1927, a w 1933 został profesorem na tej uczelni. Pracował w kilku dziedzinach matematyki, najbardziej znany z wkładu w rozwój topologii, analizy funkcjonalnej, równań różniczkowych i fizyki matematycznej. Swoją pierwszą pracę naukową opublikował w 1925, kiedy jeszcze był studentem.
Andriej Tichonow wprowadził topologię na iloczynie kartezjańskim przestrzeni topologicznych – jest ona dzisiaj nazywana topologią Tichonowa. Także przestrzenie {\displaystyle T_{3{\frac {1}{2}}}} są nazywane przestrzeniami Tichonowa.
Został odznaczony m.in. dwukrotnie Złotym Medalem "Sierp i Młot" Bohatera Pracy Socjalistycznej (12 sierpnia 1953 i 29 października 1986), sześciokrotnie Orderem Lenina (1951, 1953, 1953, 1966, 1971, 1986), Orderem Rewolucji Październikowej (1975) oraz trzykrotnie Orderem Czerwonego Sztandaru Pracy (1945, 1949, 1961). Laureat Nagrody Stalinowskiej (1953), Nagrody Leninowskiej (1966) i Nagrody Państwowej ZSRR (1976).